# 小山愛子
小山愛子（日语：／ Koyama Aiko，12月28日—），日本漫畫家。

## 經歷
生於青森縣十和田市，在橫濱市長大。2001年獲得漫畫college努力賞，同年以〈日常戰線〉在《少年SUNDAY超增號》出道。2020年以《舞妓家的料理人》榮獲第65屆小學館漫畫賞少年向部門賞。